# Valeria Valle
Valeria Valle Manso (Caracas, 2 de marzo de 1989) es una locutora, psicóloga y animadora venezolana.

## Biografía
Valeria Valle, nació el 2 de marzo de 1989; en Caracas, Venezuela. Es hija de José Manuel Valle y María José Manso. Sus abuelos paternos, escaparon de Asturias; durante la Guerra Civil Española. Tiene una hermana: Verónica Cristina (1986). Estudió en el Colegio María Auxiliadora de Altamira. En su último año de Ciencias, estudió en el Colegio Los Arrayanes; graduándose de esta institución en 2006. Al graduarse, ingresa en la Universidad Metropolitana; graduándose en 2014, como licenciada en Psicología. Debido a su interés en Psicología positiva, realizó el Diplomado en esta área; en la misma universidad y un curso en Mindfulness (psicología). En julio de 2017, recibió el título de especialización en Psiconeuroinmunología
Valeria, ha realizado diversos comerciales de televisión y medios impresos (Pepsi, Oster, Kellogs, Frito-Lay, Ama de Casa, Ron Santa Teresa, Broxol, H2oh!, DirecTV, Digitel, Fundición Pacífico, Malta Regional, El Nacional, Gillette, Maltín Polar, entre otros), sumando así; más de 30 comerciales. En 2011, realizó el casting de Chica E! Venezuela; concurso de E! Entertainment Tv, el cual ganó y se convirtió en presentadota del canal.
En 2014, se convirtió en presentadora de IVideos; transmitido por Canal I, programa de música y entrevistas a artistas nacionales e internacionales, en este mismo canal; también animó el programa "¿Y qué hay de nuevo? Magazine” del canal, trasmitido de lunes a viernes; completamente en vivo. Valeria, ha realizado especiales para el canal Sun Channel; donde realizó el especial de los Premios Óscar. También, ha sido invitada como colaboradora de moda; en el programa VIP de Andrea Matthies, programa del canal IVC Network. Ese mismo año, tomó la decisión de estudiar locución en la Universidad Central de Venezuela y también ese año, creó su programa de radio; llamado Fashionistas, dedicado al estilo de vida; transmitido en vivo, de lunes a viernes por el radial 92.9 Tu FM; hasta abril de 2017.
En 2015, realizó un curso de Asesoría de imagen, estilismo y Personal shopper con la Universidad Complutense de Madrid y Elle Magazine. Allí, realizó también el curso de "Gestión de eventos de moda". A partir de este momento, hasta la actualidad; se dedica a la asesoría de imagen de artistas venezolanos. Ese mismo año, realizó el curso de "Doblaje y acento neutro" con Voces de Marca.
Durante el 2016, se convirtió en embajadora de diversas marcas: Custo Barcelona, L'Oréal en sus líneas Skin Expert y Professionnel, Cacharel y Maybelline. Es también embajadora de Paseo El Hatillo- La Lagunita, la marca de Lifestyle y ropa deportiva Rigall. Actualmente, continúa como embajadora de las marcas mencionadas. Ese mismo año, decidió trasladarse a la ciudad de Barcelona; donde realizó el curso de "Mercadeo de Moda" en el Istituto Europeo di Design. Una vez en Europa, viajó a Londres y realizó el curso de "Fashion Communication" en Central Saint Martins
En 2017, condujo el espacio radial (abril-julio) 1,2,3 Por Todos, acompañada por José Andrés Vivas y Alejandro Méndez. Espacio de entretenimiento, de 6 a 9 de la mañana; en horario prime time, transmitido a nivel nacional por la emisora 100.7FM.
Estuvo a cargo de presentar y conducir diversos alfombras rojas, como el Pink Carpet; del concurso Sambil Model Fashion Show, llevado a cabo en el Centro Sambil o la alfombra roja del concurso de belleza, Miss Earth Venezuela 2018 .
Condujo durante unos meses, junto al diseñador y conductor Luis Perdomo; el programa Close Up, transmitido por el canal Venevision Plus; los domingo, a las 6:30pm.
Presentó también el segmento D’Moda para el portal web “Caraota Digital”, en el cual; brindó tips y herramientas de moda en videos de 30 segundos de duración.
En 2018, fue escogida para ser portada de la edición aniversario de la Revista Etiqueta. Empezó a escribir artículos de Psicología. como colaboradora de la revista eIntegral, publicación del Grupo Exclusiva.
En colaboración con la marca venezolana de ropa deportiva Rigall, Valeria diseñó su primera colección, compuesta de 8 piezas versátiles y combinables en colores blanco, gris, negro, amarillo y gris metalizado
Fue productora y conductora de “Es Tendencia con Valeria Valle”, programa de Globovisión; dedicado al mundo de la moda y las tendencias. Críticas de alfombras, entrevistas a diseñadores, cobertura de eventos y noticias de entretenimiento. Este programa es transmitido por Globovisión los sábado a las 08:30 pm y los domingo a las 11:00 pm.
Valeria, actualmente conduce el espacio En Onda Con Valeria. Programa de entretenimiento y entrevistas, de 9:00am a 11:00am y noticias 5:50pm, transmitido a nivel nacional por 107.9fm Onda la Superestación del circuito Unión Radio.
El 24 de noviembre de 2019, anunció que esperaba su primera hija junto a Henrique Capriles. El 6 de abril de 2020, nació Sofía Del Valle. El 2 de marzo de 2021, anunciaron que estaban esperando su segunda hija; Lili Margarita, nació el 5 de agosto. El 18 de enero de 2023, Capriles reveló en el programa de radio “Shirley radio”; de Shirley Varnagy en Circuito Onda, que se habían comprometido en matrimonio. El 26 de marzo de ese año, dieron a conocer su tercer embarazo y que sería un varón. El 10 de septiembre, nació Henrique José.

## Televisión
- 2011-2014, E! Entertainment Tv. E! Fashion Weeks y Colaboradora en E! Vip Caracas.
- 2014, La Tele Monitor de Estilo,[2]
- 2014-2016, Canal I. Host del programa IVideos y del programa ¿Y que hay de nuevo?[9]
- 2016, Sun Channel. Host Especial Premios Óscar.
- 2016, IVC Network. Colaboradora de moda para el programa Zona VIP.
- 2016, Venevision Plus. Host del programa Close Up Domingos 6:30pm.[10]
- 2017-presente, Globovision. Es Tendencia con Valeria Valle transmitido los sábados a las 08:30 pm y los domingos a las 11:00 pm.[11]

## Radio
- 2014-2016, Fashionistas, programa que se trasmite de lunes a viernes por la emisora 92.9 Tu FM [12]
- HTV Radio programa que se transmite de 12:00 m a 2:00 p. m. por el Circuito Digital Ateneo 100.7 FM[13]
- 1, 2, 3 Por Todos programa de entretenimiento conducido por Valeria Valle, Alejandro Méndez y José Andrés Vivas, de 6 a 9 de la mañana por la emisora 100.7FM en transmisión a nivel nacional.
- 2021-presente, En Onda con Valeria programa de noticias de entretenimiento y entrevistas conducido por Valeria Valle, a las 9:00am hasta las 11:00am transmitido a nivel nacional por 107.9fm Onda la Superestacion.